# Agrilus montosae
Agrilus montosae är en skalbaggsart som beskrevs av Barr 2008. Agrilus montosae ingår i släktet Agrilus och familjen praktbaggar. Inga underarter finns listade i Catalogue of Life.